# Leptocoma
A Leptocoma a madarak osztályának a verébalakúak (Passeriformes) rendjébe, ezen belül a nektármadárfélék (Nectariniidae) családjába tartozó nem.

## Rendszerezésük
A nemet Jean Cabanis német ornitológus írta le 1850-ban, az alábbi fajok tartoznak ide:
- ceyloni nektármadár (Leptocoma zeylonica)
- apró nektármadár (Leptocoma minima)
- manilai nektármadár (Leptocoma sperata)
- Leptocoma brasiliana
- selymes nektármadár (Leptocoma sericea)
- réztorkú nektármadár (Leptocoma calcostetha)

## Előfordulásuk
Dél-Ázsia és Délkelet-Ázsia területén honosak. Természetes élőhelyeik a szubtrópusi és trópusi esőerdők, erdők, szavannák és bokrosok, valamint művelt területek.

## Megjelenésük
Testhosszuk 8-13 centiméter körüli.